# Barygenys cheesmanae
Barygenys cheesmanae és una espècie de granota que viu a Papua Nova Guinea.